# Binnenplaats (Breda)

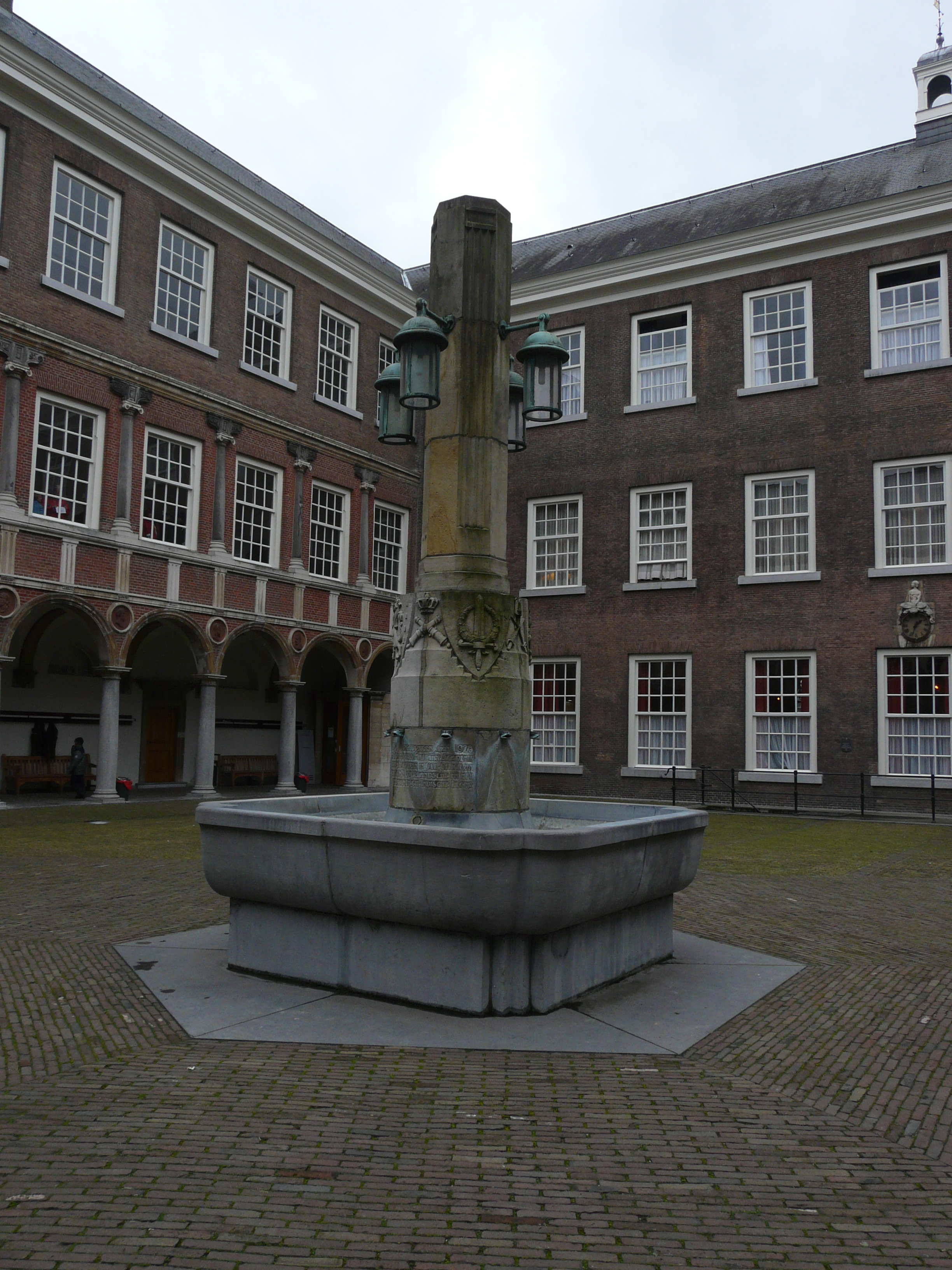
De Binnenplaats met de fontein

De Binnenplaats is de binnenplaats (een klein plein in het midden) van het Kasteel van Breda. De Binnenplaats werd gebouwd onder leiding van de Italiaanse architect Tommaso Vincidor voor graaf Hendrik III van Nassau-Breda. Aan de noordzijde van het binnenhof is een fronton gemetseld met een cherubijn. Voor de grootschalige verbouwing van 1926 waren er meerdere frontons op de gevel van de eerste verdieping aan de Binnenplaats aanwezig. Sinds 1928 is de Binnenplaats voorzien van een fontein dat een geschenk was van oud-cadetten ter gelegenheid van het 100-jarig bestaan van de Koninklijke Militaire Academie.